# 宇都宮市消防局
宇都宮市消防局（うつのみやししょうぼうきょく）は、栃木県宇都宮市の消防部局（消防本部）。宇都宮市全域を管轄する。
消防車が出動した際には、おおよその位置を知らせる自動応答電話サービスがある。

## 沿革
出典：

### 1940年代 - 1950年代
- 1949年 4月1日 塙田町356番地（現・本町）に宇都宮市消防本部・宇都宮市消防署および西原町（現・桜2丁目）に上町分遣所を開設する。
- 1951年 4月1日 バス改造救急車で救急業務を開始する。
- 1953年 3月20日 簗瀬町（現・南大通り3丁目）に下町分遣所を開設する。
- 1954年 11月26日 消防本部・消防署が塙田町359番地の元市警察署庁舎（現・本町）移転する。
- 1956年 6月14日 徳次郎町に富屋分遣所・大谷町に城山分遣所を開設する。
- 1957年 6月1日 雀宮町（現・雀宮1丁目）に雀宮分遣所を開設する。
- 1958年 4月15日 石井町に平石分遣所を開設する。
- 1959年 2月1日 東原町に陽南分遣所を開設する。

### 1960年代 - 1970年代
- 1960年 3月3日 初の化学車配置する。
- 1961年 12月27日 初の梯子車（18m級）配置する。
- 1963年 12月7日 東町に東町分遣所を開設する。
- 1970年 11月20日　救急車のサイレンを電子サイレンに切り替える。
- 1972年 8月25日　上町分遣所が幸町に新築移転する。
- 1974年
  - 3月30日 下町分遣所が今泉町（現・元今泉5丁目）に移転する。
  - 4月1日 上町分遣所が上町分署に昇格する。
- 1976年 4月1日 上町分署が西消防署に昇格し、2署体制となる。宇都宮市消防署を中央消防署に、下町分遣所を駅東分遣所に改称する。
- 1978年
  - 4月1日 駅東分遣所・雀宮分遣所・東町分遣所・富屋分遣所が分署に昇格する。
  - 6月1日 消防本部・中央消防署庁舎が新築のうえ現在地（大曽）に移転する。
- 1979年 4月1日 陽南分遣所が陽南分署に昇格する。

### 1980年代
- 1981年
  - 1月9日 雀宮分署が宮の内1丁目に新築移転、4月1日に南消防署に昇格し、3署体制となる。
  - 8月31日 起震車を中央消防署に配置する。
- 1982年 5月25日 ドクターカーを中央消防署に配置する。
- 1983年 1月19日 平石分遣所が石井町内で新築移転、同分遣所が4月1日平石分署に昇格する。
- 1985年
  - 3月29日 河内郡河内町・上河内村の消防事務を受託する。
    - 上河内村は1994年に上河内町となり、2007年に河内町とともに宇都宮市へ編入合併した。

  - 4月1日 宝木分署を細谷１丁目に開設する。3署6分署1分遣所体制に。
- 1986年
  - 4月1日 河内分署・上河内分署を開設する。宇都宮市消防音楽隊が発足する。
  - 9月30日 市で初めて大震災を想定した防災訓練を道場宿町鬼怒川緑地で実施する。
  - 10月18日 中央消防署に小型動力ポンプ付水槽車(10000ℓ)配置する。
- 1987年
  - 3月27日 富屋分署を徳次郎町内で新築移転する。
  - 11月20日 屈折はしご車(25m級)を東町分署に配置する。
  - 12月16日 照明付指揮車を配置する。
- 1989年 3月29日 陽南分署が、双葉3丁目に新築移転する。

### 1990年代
- 1990年
  - 3月31日 はしご付消防自動車（32ｍ級）1台を同（40ｍ）に更新し、中央消防署に配置した。
  - 4月1日
    - 消防職員配置定数391名となる。
    - 西消防署城山分遣所を分署に改称した。
    - 組織体制が1本部、4課、3消防署、9分署となる。

  - 7月1日 西消防署城山分署を大谷町に新築移転した。
  - 9月1日 通信指令課に宇都宮市緊急通報システム（ペンダント）の受信センターが開設された。
- 1991年（平成3年）
  - 4月1日
    - 中央消防署簗下分署を下栗１丁目に新設し業務を開始した。
    - 組織体制が1本部、4課、3消防署、10分署となる。

  - 7月1日 消防緊急通信指令システムが完成し運用を開始した。
- 1992年（平成4年）
  - 1月28日 はしご付消防自動車（15ｍ級）1台を増強し、南消防署に配置した（梯子車5台配置とした）。
  - 3月27日 小型動力ポンプ付水槽車（7000ℓ）を西消防署に配置した。
  - 4月1日 消防職員配置定数406名となる。
  - 7月1日 週休二日制を施行した（市長事務部局と同時実施）。
  - 11月20日 救急救命士1名が誕生した。
- 1993年（平成5年）
  - 2月10日 救助工作車（クレーン付）1台を更新し、南消防署に配置した。
  - 3月29日 救急車1台を高規格救急車に更新し、中央消防署に配置した（高規格救急車1台配置とした）。
  - 4月1日 消防職員配置定数425名となる。
  - 11月29日 救急車1台を高規格救急車に更新し、西消防署に配置した（高規格救急車2台配置とした）。
- 1994年（平成6年）
  - 3月10日 化学消防自動車1台を清原分署（仮称）に配置した。
  - 3月31日 ドクターカーの運用を廃止した。
  - 4月1日
    - 中央消防署清原分署を清原工業団地内に新設、業務を開始した。
    - 組織体制が1本部、4課、3消防署、11分署となる。

  - 12月14日 屈折はしご自動車（20ｍ級）1台を増強し、簗下分署に配置した（梯子車《屈折梯子車を含む》6台配置とした）。
  - 12月26日 救急車を高規格救急車に更新し、南消防署に配置した（高規格救急車3台配置とした）。
- 1995年（平成7年）
  - 1月17日 阪神・淡路大震災発生
  - 1月20日 阪神・淡路大震災救助支援のため、救助工作車で救助隊員5名を派遣した。
  - 6月 緊急消防援助隊創設
  - 6月30日 緊急消防援助隊に登録した。
  - 12月20日 はしご付消防自動車（20ｍ級・直進式）１台を屈折はしご付消防自動車（20ｍ級）に更新し、西消防署に配置した。
- 1996年（平成8年）
  - 1月19日 高規格救急車（4WD）1台を中央消防署に配置し、中央消防署の高規格救急車を駅東分署に配置した（高規格救急車4台配置とした）。
  - 2月29日 救助工作車（II型）1台を救助工作車（III型）に更新し、中央消防署に配置した。
  - 3月19日 災害後方支援車1台を中央消防署に配置した（無線呼出呼称は「中央支援1」。実際の配置車庫は東町分署。）。
  - 4月1日 消防職員配置定数434名となる。
  - 12月17日 水槽付消防ポンプ自動車1台を更新し、中央消防署に配置した。
  - 12月25日 消防ポンプ自動車（非常用）1台を、中央消防署に配置した。
- 1997年（平成9年） 4月18日 高所監視カメラ画像伝送システムの運用を開始した。
- 1998年（平成10年）
  - 1月23日 化学消防自動車1台を更新し、南消防署に配置した。
  - 1月28日 救急車2台を高規格救急車（4WD）に更新し、富屋分署とおよび河内分署に配置した（高規格救急車6台配置とした）。
  - 1月30日 水槽付消防ポンプ自動車1台を更新し、上河内分署に配置した。
  - 3月26日 指揮車を更新し、中央消防署に配置した。
- 1999年（平成11年）
  - 1月29日 水槽付消防ポンプ自動車2台を同（オールシャッター型）に更新し、東町分署および宝木分署に配置した。
  - 3月25日 起震車を更新し、中央消防署に配置した。
  - 3月 宇都宮市消防沿革史を発刊した。
  - 5月29日 宇都宮市消防本部発足50周年記念演奏会を実施した。
  - 8月5日 救急車2台を高規格救急車（4WD）に更新し、清原分署および上河内分署に配置した（高規格救急車9台配置とした）。
  - 8月30日 消防ポンプ自動車1台を更新し、平石分署に配置した。
  - 9月28日 水槽付消防ポンプ自動車2台を同（4WD）に更新し、平石分署および河内分署に配置した。
  - 10月14日 連絡車を更新し、河内分署に配置した。
  - 12月1日
    - 栃木県緊急医療情報システムが更新された。
    - 宇都宮市緊急通報システム（ペンダント）が更新された。

### 2000年代
- 2000年（平成12年）
  - 3月17日 消防本部・中央消防署庁舎の耐震補強及び増築工事を実施した。
  - 4月1日
    - 栃木県防災行政ネットワークシステムが新設された。
    - 消防団緊急伝達システムを更新した。

  - 8月10日 消防ポンプ自動車2台を更新し、富屋分署および城山分署に配置した。
  - 8月28日 救急車2台を高規格救急車（4WD）に更新し、簗下分署および城山分署に配置した（高規格救急車11台配置とした）。
  - 9月27日 化学消防自動車1台を更新し、西消防署に配置した。
  - 10月27日 国際消防救助隊（IRT）に隊員8名を登録した。
  - 12月13日 119番回線を増設（9回線）した。

- 2001年（平成13年）
  - 3月19日 はしご付消防自動車（20ｍ級）を同（30ｍ級）に更新し、南消防署に配置した。
  - 4月1日
    - 国際消防救助隊（IRT）の運用を開始した。
    - 「メール119」携帯電話を開設した。

  - 6月27日 高規格救急車1台を更新し、中央消防署に配置した。
  - 12月4日 連絡車1台を更新し、上河内分署に配置した。

- 2002年（平成14年）
  - 1月30日 指揮車1台を更新し、西消防署に配置した。
  - 2月9日 西消防署を鶴田町に新築移転し、業務を開始した。
  - 2月28日 消防ポンプ自動車（4WD）2台を更新し、河内分署および上河内分署に配置した。
  - 3月20日 高規格救急車（4WD）1台を更新し、平石分署に配置した。
- 2003年（平成15年）
  - 1月27日
    - 高規格救急車（4WD）2台を更新し、陽南分署および駅東分署に配置した。
    - 管内全署・分署の救急自動車が高規格救急車となった（ただし、非常用救急車を除く）。

  - 9月8日 ブリヂストン栃木工場火災（栃木県黒磯市・黒磯那須消防組合消防本部管内）の応援のため車両および人員を派遣した。
- 2004年（平成16年）
  - 4月1日 新消防緊急通信指令システムの運用を開始した。
  - 10月25日 新潟県中越大震災による被災地救援のため、緊急消防援助隊栃木県隊として4隊(指揮部隊、救助部隊、救急部隊、後方支援部隊)、14名を派遣した。
- 2005年（平成17年）
  - 2月25日
    - 高規格救急車（4WD)1台を更新し、南消防署に配置した。
    - 非常用を含め管内全署・分署の救急自動車が高規格救急車となった。

  - 10月13日
    - 西消防署配置の救助工作車（II型）を同（III型）に更新し、更新車両を中央消防署に配置した。
    - それまで中央消防署に配置されていた救助工作車（III型）を西消防署に配置転換した。
- 2006年（平成18年）
  - 3月 小型動力ポンプ付水槽車（10000ℓ）を同（7000ℓ）に更新し、西消防署に配置した。
  - 4月1日 消防職員配置定数440名となる。
  - 10月12日 屈折はしご付消防自動車（25ｍ級）1台をはしご付消防自動車（30ｍ級・伸縮水管付先端屈折式）に更新し、東町分署に配置した。
  - 11月12日 総合運動公園で緊急消防援助隊関東ブロック合同訓練を実施した。
- 2007年（平成19年）
  - 3月20日 
    - 化学消防ポンプ自動車（化学II型）1台を更新し、駅東分署に配置した。
    - 消防ポンプ自動車1台を更新し、南消防署に配置した。

  - 3月31日 宇都宮市が上河内町及び河内町と合併した。
  - 4月1日
    - 合併に伴い、消防職員配置定数455名、消防団員配置定数2150人となる。
    - 本庁に危機管理課新設に伴い，職員派遣が2名となる。
- 2008年（平成20年）
  - 3月28日 高規格救急車2台を更新し、河内分署および富屋分署に配置した。
  - 4月1日
    - 中央消防署の駅東・東町両分署が統一される形で、宇都宮市中今泉5丁目に「東消防署」を開設する。これにより4署9分署体制となる。
    - 同時に中央消防署から東消防署へ平石・清原両分署、南消防署へ簗下分署をそれぞれ移管する。
    - 中央消防署配置の特別救助隊を高度救助隊に昇格。愛称を「スーパーレスキューUTSUNOMIYA」とする。
    - 同時に他の西消防署、南消防署、東消防署の各救助隊を特別救助隊へ昇格する。
    - 指揮車、救助工作車（III型）、査察車（火災原因調査車仕様）を各1台増強し、いずれも東消防署へ配置した。

  - 10月 1日 携帯電話・IP電話位置情報通知システムの運用を開始した。
  - 11月11日 高規格救急車1台を更新し，宝木分署に配置した。
  - 11月26日
    - 救助工作車（II型）1台を同（III型）に更新し、南消防署に配置した。
    - 宇都宮消防保有の救助工作車はすべてIII型となった。

  - 12月 4日 宇都宮市緊急通報システム（ペンダント）事業を民間委託した。
  - 12月19日 水槽付消防ポンプ自動車（水II型）1台を更新し、西消防署に配置した

- 2009年（平成21年）
  - 3月9日 水槽付消防ポンプ自動車（水II型）1台を更新し、陽南分署に配置した。
  - 6月30日 水槽付消防ポンプ自動車（水II型）1台を更新し、中央消防署に配置した。
  - 11月26日 高規格救急車1台を更新し、上河内分署に配置した。
  - 12月15日 はしご付消防自動車（40ｍ級）1台を更新し、中央消防署に配置した。

### 2010年代
- 2010年（平成22年）
  - 3月25日 高規格救急車1台を更新し、清原分署に配置した。
  - 3月26日 査察車（火災原因調査車仕様）2台を更新し、中央消防署及び南消防署に配置した。
  - 3月30日 消防ポンプ自動車1台（CD-I型・可搬式送排風機積載仕様）、水槽付消防ポンプ自動車（水II型）1台を更新し、いずれも中央消防署に配置した。
  - 3月31日 小型動力ポンプ付水槽車（7000ℓ）1台を更新し、西消防署に配置した。
  - 11月17日 消防ポンプ自動車（CD-I型）2台を更新し、清原分署および簗下分署に配置した。
  - 12月16日 高規格救急自動車1台を更新し、簗下分署に配置した。

- 2011年 （平成23年）
  - 3月11日 
    - 東日本大震災発生
    - はしご付消防自動車1台（15m級）を更新し，陽南分署に配置した。

  - 3月12日 東日本大震災による被災地救援のため、緊急消防援助隊栃木県隊として5隊(指揮部隊、救助部隊、救急部隊、後方支援部隊（2隊）)、22名を岩手県に派遣した（第4次派遣部隊まで、延べ88名を派遣）。
  - 3月25日 同上3隊(指揮部隊，救急部隊，後方支援部隊)、9名を福島県に派遣した（第13次派遣部隊まで、延べ57名を派遣）。
  - 3月28日 連絡車１台を更新し，通信指令課に配置した。
  - 11月 1日 「新発信地表示システム」と「位置情報通知システム」を統合し運用を開始した。
- 2012年（平成24年）
  - 3月14日 高規格救急車2台を更新し、中央消防署および平石分署に配置した。
  - 3月19日 水槽付消防ポンプ自動車（水II型）1台を更新し、上河内分署に配置した。
  - 3月22日 資材輸送車（平ボディートラック）1台を更新し、南消防署に配置した。
  - 3月23日 指揮車（支援車IV型）1台を更新し、西消防署に配置した。
  - 3月23日 消防ポンプ自動車（CD-I型）1台を更新し、中央消防署に配置した。
  - 3月29日 救助工作車（III型）1台を更新し、西消防署に配置した。
  - 4月6日 総務省消防庁より「都道府県指揮隊車」を貸与される。中央消防署の指揮車として運用を開始する。
  - 10月18日 総務省消防庁より「燃料補給車」を貸与される。西消防署に配置した（後に簗下分署に配置転換）。
  - 11月16日 高規格救急車1台を更新し、陽南分署に配置した。
- 2013年（平成25年）
  - 2月21日 支援車（支援車I型）を更新。中型車から総務省消防庁貸与大型支援車と外観上ほぼ同型のものを市独自に導入する。
  - 3月22日 水槽付消防ポンプ自動車1台を更新し、東消防署に配置した。
  - 3月25日 高規格救急車1台を更新し、東消防署に配置した。
  - 3月29日 水槽付消防ポンプ自動車（水II型）1台更新し、宝木分署に配置した。
- 2014年（平成26年）
  - 3月10日 高規格救急車1台を更新し、西消防署に配置した。
  - 3月13日 災害対応特殊屈折はしご付消防自動車（25ｍ級）1台を更新し、簗下分署に配置した。
  - 3月13日 査察車2台を更新し、消防本部（当時、現・消防局）および中央消防署に配置した。
  - 3月28日 水槽付消防ポンプ自動車（水II型）2台を更新し、河内分署および平石分署に配置した。
  - 河内分署の水槽付消防ポンプ自動車（水II型）更新に伴い、市内の同車種は全てオールシャッター型となった。
- 2015年（平成27年）
  - 3月19日 消防ポンプ自動車（CD-I型、水難救助ボート積載対応仕様）1台を更新し、平石分署に配置した。
  - 3月26日 災害対応特殊屈折はしご付消防自動車（25ｍ級）1台を更新し、西消防署に配置した。
  - 3月27日 高規格救急車1台を更新し、南消防署に配置した。
  - 3月30日 化学消防ポンプ自動車（化学II型）を更新し、南消防署に配置した。
  - 12月18日 査察車（軽ワンボックス）1台を更新し、南消防署に配置した。
- 2016年（平成28年）
  - 3月29日 消防ポンプ自動車（CD-I型）2台を更新し、富屋分署および城山分署に配置した。
  - 4月1日 宇都宮市消防本部から宇都宮市消防局に名称変更する。
  - 4月 災害現場における外国人（主に日本語話者以外）等の当事者との接触時の意思疎通に際し、タンク車に積載の携帯電話を使用して言語翻訳サービスおよび当事者との3社通話により多言語に対応可能とする試みを開始した。
- 2017年（平成29年）
  - 2月23日 化学消防ポンプ自動車（化学II型）1台および査察車（火災原因調査車仕様）1台を更新し、いずれも西消防署に配置した。
  - 2月27日 高規格救急車2台を更新し、河内分署および富屋分署に配置した。
  - 3月21日 総務省消防庁より「津波・大規模風水害対策車」を貸与される。西消防署の特殊災害対策車として運用開始する。
    - ※津波・大規模風水害対策車積載の水陸両用バギーについては小型特殊自動車登録。また、全国の同車種において先駆けて小型船舶登録。

  - 3月28日 マイクロバスを更新し、支援車（支援車III型）1台を簗下分署に配置した。
  - 西消防署の化学消防ポンプ自動車（化学II型）更新に伴い、市内の同車種は全てオールシャッター型となった。
  - 6月 外国人（主に日本語話者以外）等への対応のため、15カ国語に対応できる多言語翻訳アプリ機能を付加した電子機器を救急自動車に積載した。
- 2018年（平成30年）
  - 2月 中央消防署の消防ポンプ自動車1台を上河内分署に配置転換した。
  - 3月26日 高規格救急車1台を更新し、宝木分署に配置した。
  - 3月28日 災害対応特殊水槽付消防ポンプ自動車（水II型）1台を更新し、富屋分署に配置した。
  - 3月29日 消防ポンプ自動車（CD-I型、水難救助ボート積載対応仕様）1台を更新し、河内分署に配置した。
  - 更新された宝木分署の高規格救急車を中央消防署の予備車（非常用救急車）とし、救急車の保有総数を全18台とした。
  - 河内分署および上河内分署の消防ポンプ自動車（CD-I型）の更新および廃車に伴い、市内の同車種は全てオールシャッター型となった。
  - 11月27日 高規格救急車1台を更新し、上河内分署に配置した。
  - 11月28日 高規格救急車1台を更新し、清原分署に配置した。
- 2019年（平成31年/令和元年）
  - 2月25日 災害対応特殊水槽付消防ポンプ自動車（水II型）1台を更新し、城山分署に配置した。
  - 2月26日 災害対応特殊水槽付消防ポンプ自動車（水II型）1台を更新し、簗下分署に配置した。
  - 宇都宮市消防局保有のすべての消防車両にドライブレコーダーを搭載した。
  - 12月17日 高規格救急車1台を災害対応特殊救急自動車に更新し、簗下分署に配置した。
  - 12月18日 高規格救急車1台を災害対応特殊救急自動車に更新し、城山分署に配置した。
  - 「チェンソー防護ズボンの義務化」に伴い、チェンソー使用時の防護ズボンを導入した。

### 2020年代
- 2020年（令和2年）
  - 1月1日 「Net119緊急通報システム」の運用を開始
  - 3月 総務省消防庁より「高機能救命ボート」を貸与される。
  - 3月13日 災害対応特殊水槽付消防ポンプ自動車（水II型）１台を更新し、南消防署に配置した。
  - 3月26日 
    - 災害対応特殊はしご付消防ポンプ自動車（30m直進式・伸縮水管付）1台を更新し、南消防署に配置した。
    - 宇都宮市消防局と済生会宇都宮病院と間において「ドクターカーに関する協定書」を締結した。

  - 3月27日 災害対応特殊消防ポンプ自動車（CD-I型、水難救助ボート積載・土のう積載対応仕様）２台を更新し、東消防署および宝木分署に配置した。
  - 12月21日 高規格救急車１台を更新し、中央消防署に配置した。
  - 12月22日 高規格救急車１台を更新し、平石分署に配置した。
- 2021年（令和3年）
  - 1月26日 無人航空機（ドローン）１機を警防課に配置した。
  - 3月16日 消防ポンプ自動車（CD-I型、水難救助ボート積載・土のう積載対応仕様）２台を更新し、西消防署および陽南分署に配置した。
  - 3月31日 救助工作車Ⅲ型（バス型）１台を更新し、中央消防署に配置した。
  - 4月1日 日勤救急隊を中央消防署に配置し、運用を開始した。
  - 11月11日　高規格救急車（アクティビーコン搭載・自動式心マッサージシステム「LUCAS 3」積載）１台を更新し、陽南分署に配置した。
  - 11月26日　高規格救急車（アクティビーコン搭載・自動式心マッサージシステム「LUCAS 3」積載）１台を更新し、東消防署に配置した。
- 2025年（令和6年）
  - 1月31日 中央消防署配置の高度救助隊を特別高度救助隊に昇格。

## 組織
| 消防局         | 所在地                                               | 課         | グループ        |
| -------------- | ---------------------------------------------------- | ---------- | --------------- |
| 宇都宮市消防局 | 宇都宮市大曽二丁目2番21号 （宇都宮市中央消防署併設） | 総務課     | 管理グループ    |
| 宇都宮市消防局 | 宇都宮市大曽二丁目2番21号 （宇都宮市中央消防署併設） | 総務課     | 企画グループ    |
| 宇都宮市消防局 | 宇都宮市大曽二丁目2番21号 （宇都宮市中央消防署併設） | 総務課     | 経理グループ    |
| 宇都宮市消防局 | 宇都宮市大曽二丁目2番21号 （宇都宮市中央消防署併設） | 総務課     | 消防団グループ  |
| 宇都宮市消防局 | 宇都宮市大曽二丁目2番21号 （宇都宮市中央消防署併設） | 予防課     | 予防グループ    |
| 宇都宮市消防局 | 宇都宮市大曽二丁目2番21号 （宇都宮市中央消防署併設） | 予防課     | 指導グループ    |
| 宇都宮市消防局 | 宇都宮市大曽二丁目2番21号 （宇都宮市中央消防署併設） | 予防課     | 危険物グループ  |
| 宇都宮市消防局 | 宇都宮市大曽二丁目2番21号 （宇都宮市中央消防署併設） | 警防課     | 警防グループ    |
| 宇都宮市消防局 | 宇都宮市大曽二丁目2番21号 （宇都宮市中央消防署併設） | 警防課     | 救急グループ    |
| 宇都宮市消防局 | 宇都宮市大曽二丁目2番21号 （宇都宮市中央消防署併設） | 警防課     | 装備グループ    |
| 宇都宮市消防局 | 宇都宮市大曽二丁目2番21号 （宇都宮市中央消防署併設） | 通信指令課 | 指令第1グループ |
| 宇都宮市消防局 | 宇都宮市大曽二丁目2番21号 （宇都宮市中央消防署併設） | 通信指令課 | 指令第2グループ |

消防署
| 消防署             | 所在地                                     | 分署       | 所在地                     |
| ------------------ | ------------------------------------------ | ---------- | -------------------------- |
| 宇都宮市中央消防署 | 宇都宮市大曽二丁目2番21号 （消防局と同一） | 河内分署   | 宇都宮市白沢町401番地2     |
| 宇都宮市中央消防署 | 宇都宮市大曽二丁目2番21号 （消防局と同一） | 上河内分署 | 宇都宮市松田新田町116番地4 |
| 宇都宮市東消防署   | 宇都宮市中今泉五丁目37番16号               | 平石分署   | 宇都宮市石井町2010番地1    |
| 宇都宮市東消防署   | 宇都宮市中今泉五丁目37番16号               | 清原分署   | 宇都宮市清原工業団地3番3号 |
| 宇都宮市西消防署   | 宇都宮市鶴田二丁目21番7号                  | 富屋分署   | 宇都宮市徳次郎町742番地1   |
| 宇都宮市西消防署   | 宇都宮市鶴田二丁目21番7号                  | 宝木分署   | 宇都宮市細谷一丁目7番40号  |
| 宇都宮市西消防署   | 宇都宮市鶴田二丁目21番7号                  | 城山分署   | 宇都宮市大谷町1305番地4    |
| 宇都宮市南消防署   | 宇都宮市宮の内一丁目174番地8               | 陽南分署   | 宇都宮市双葉三丁目15番63号 |
| 宇都宮市南消防署   | 宇都宮市宮の内一丁目174番地8               | 簗下分署   | 宇都宮市下栗一丁目20番1号  |

出典：

## 主力機械
2018年4月1日現在（平成30年版 消防年報および消防局公式ホームページより）

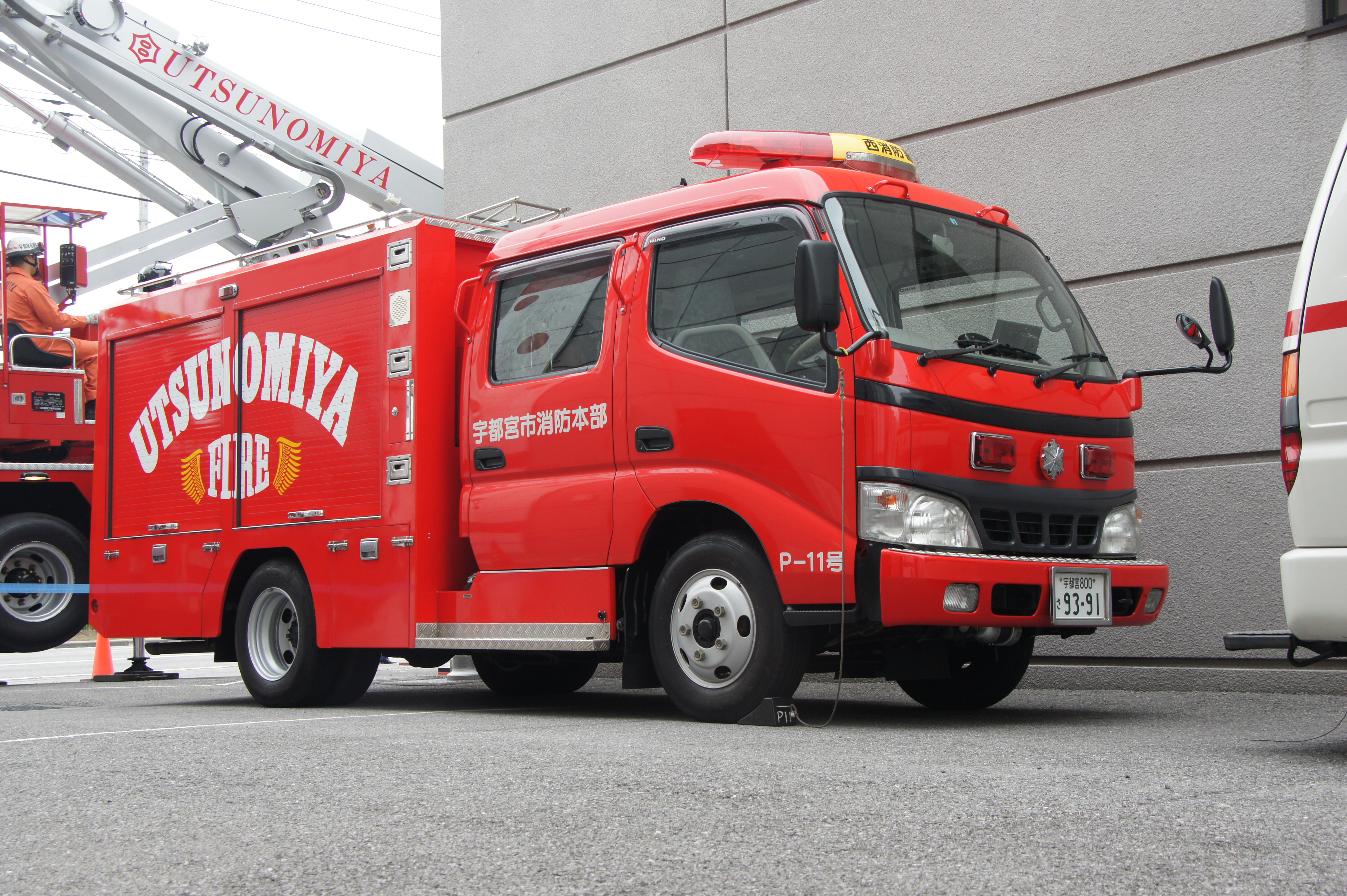
ポンプ車
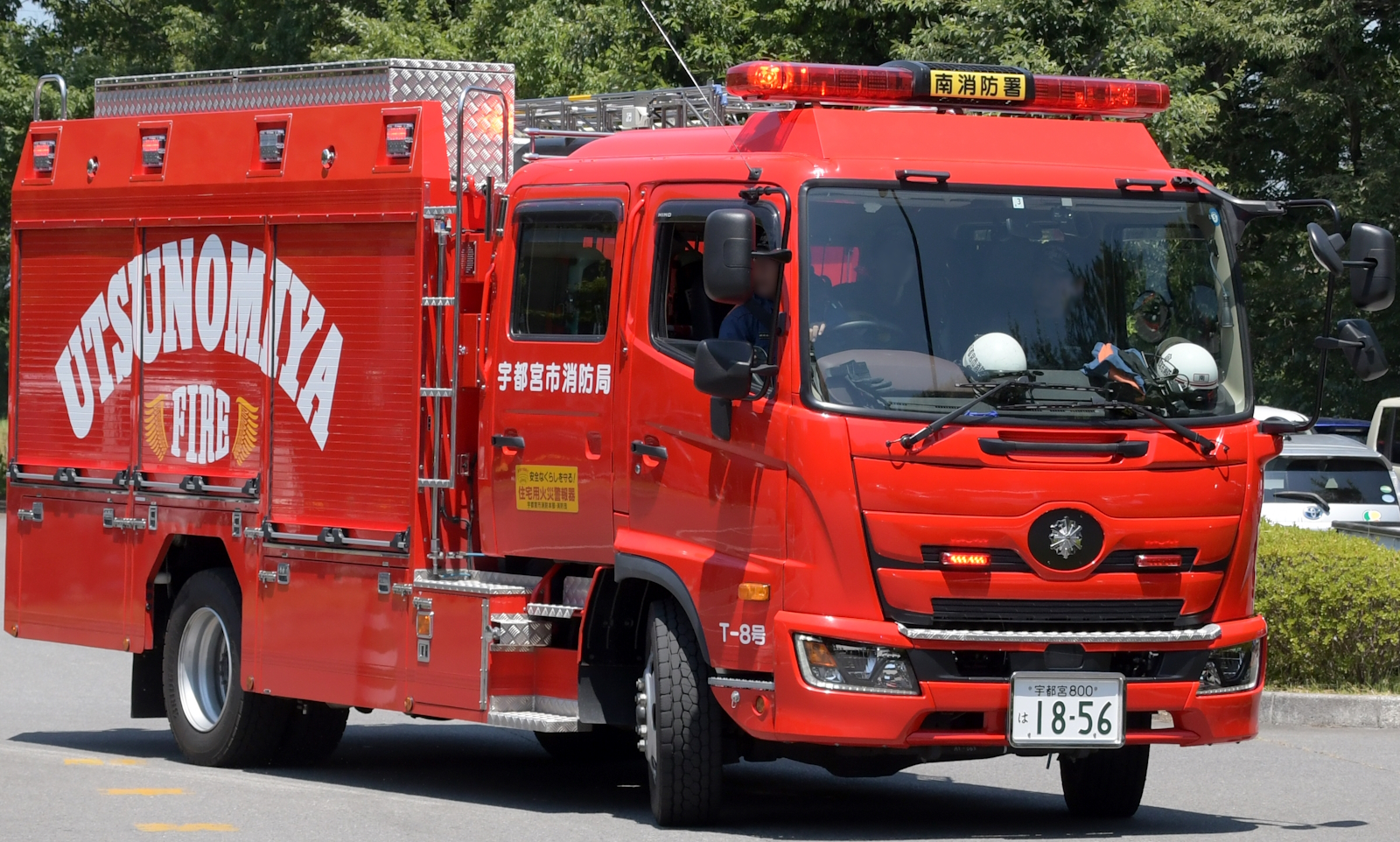
水槽付きポンプ車
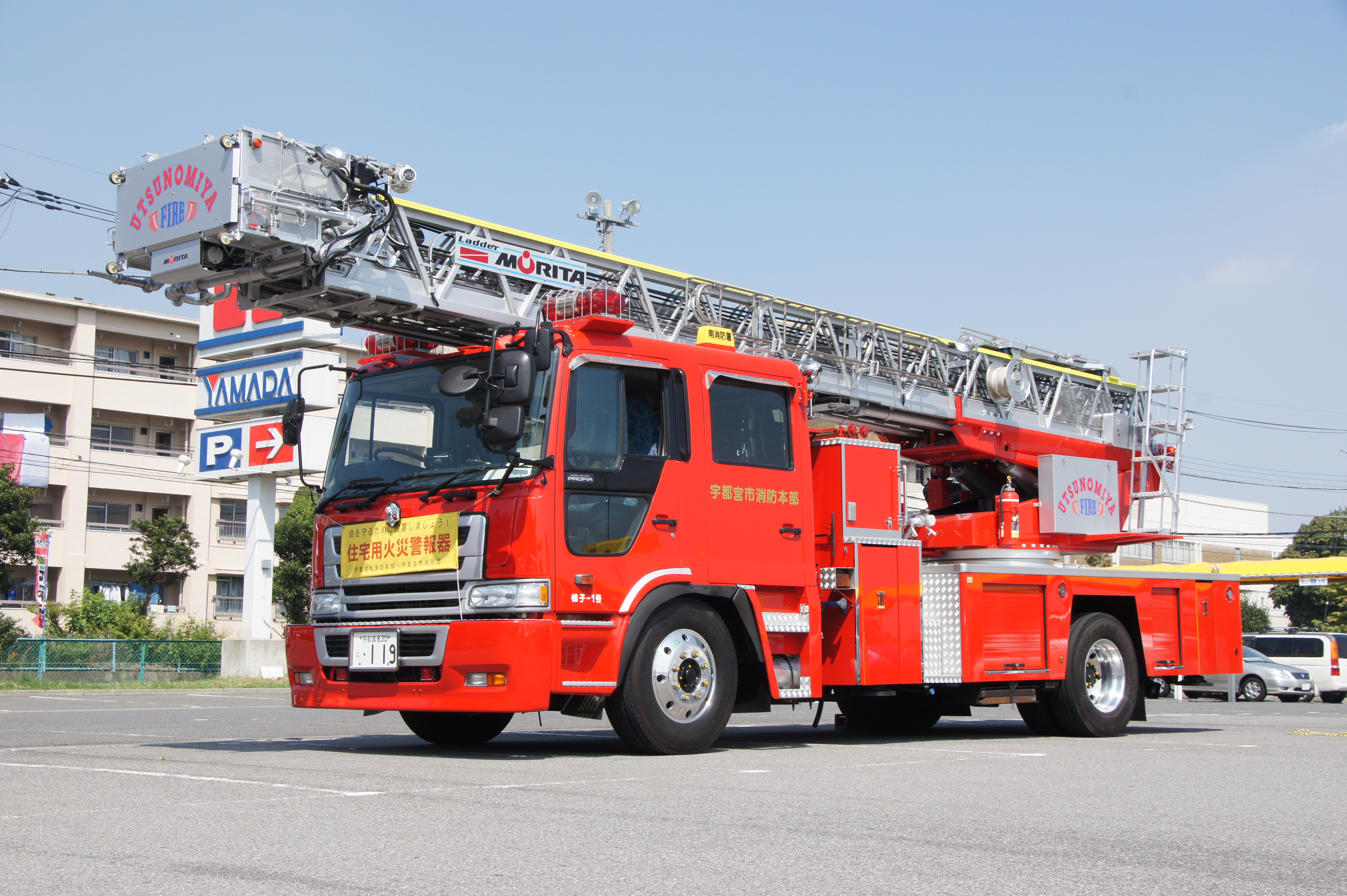
梯子車
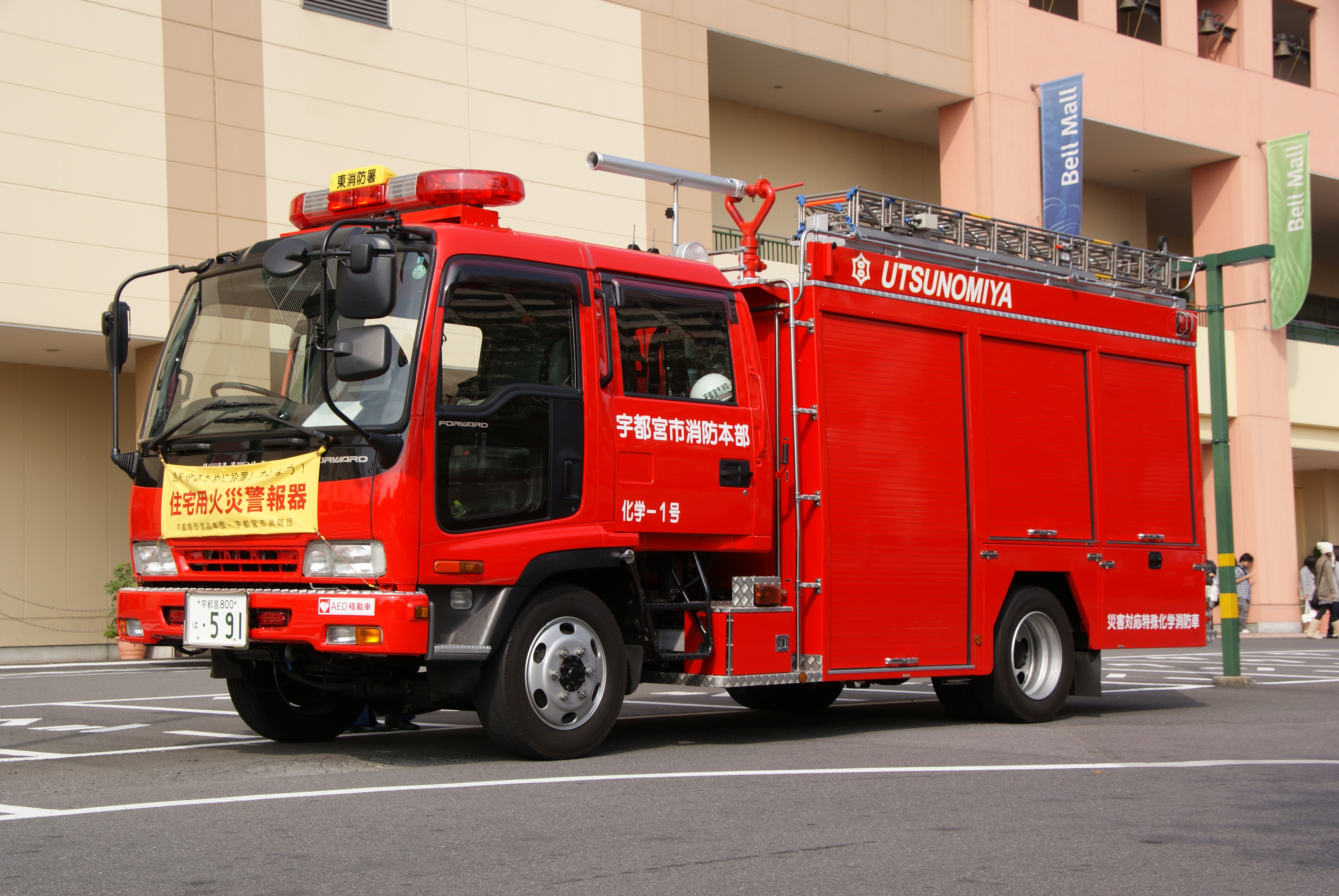
化学車
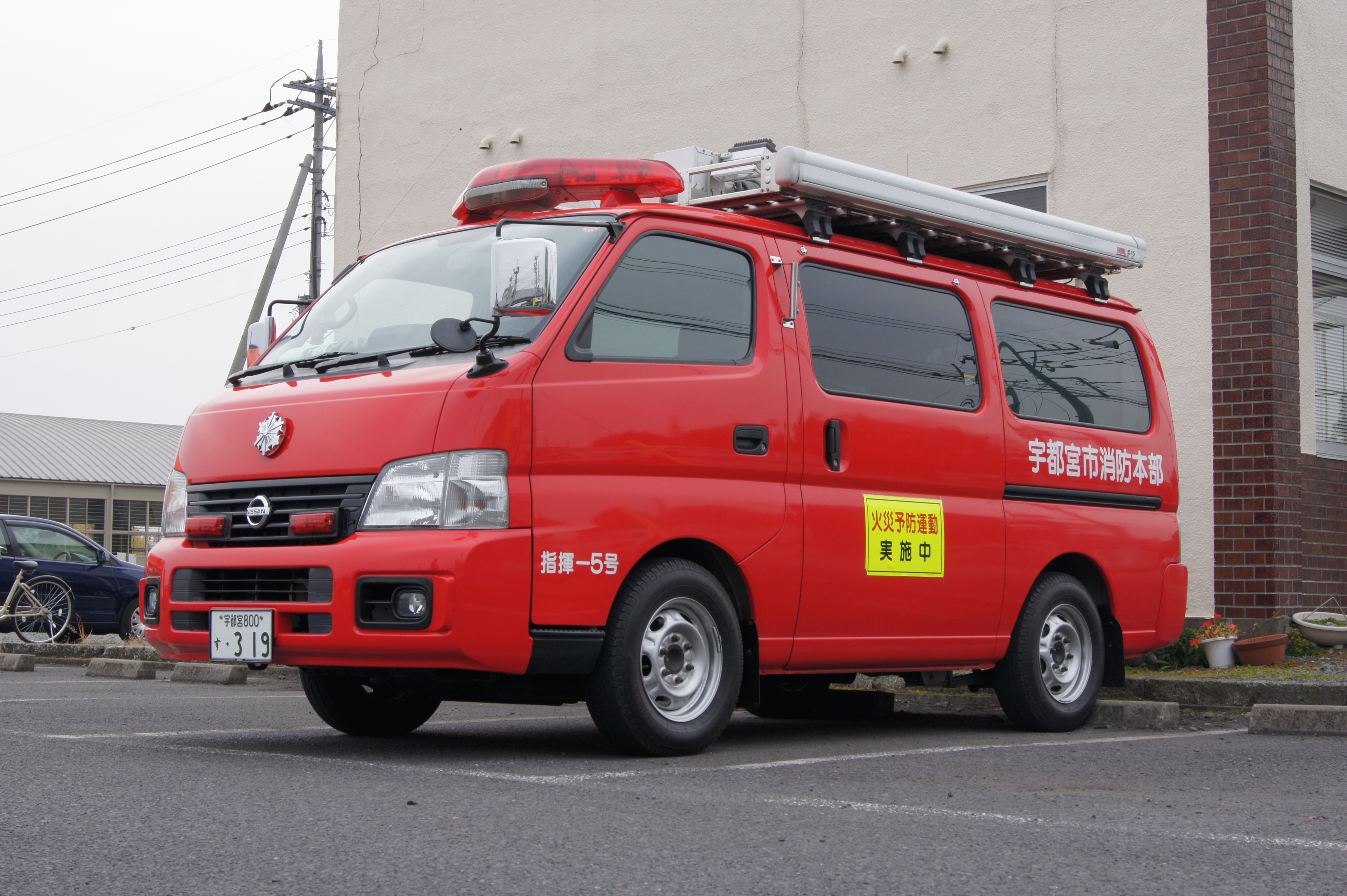
指揮車
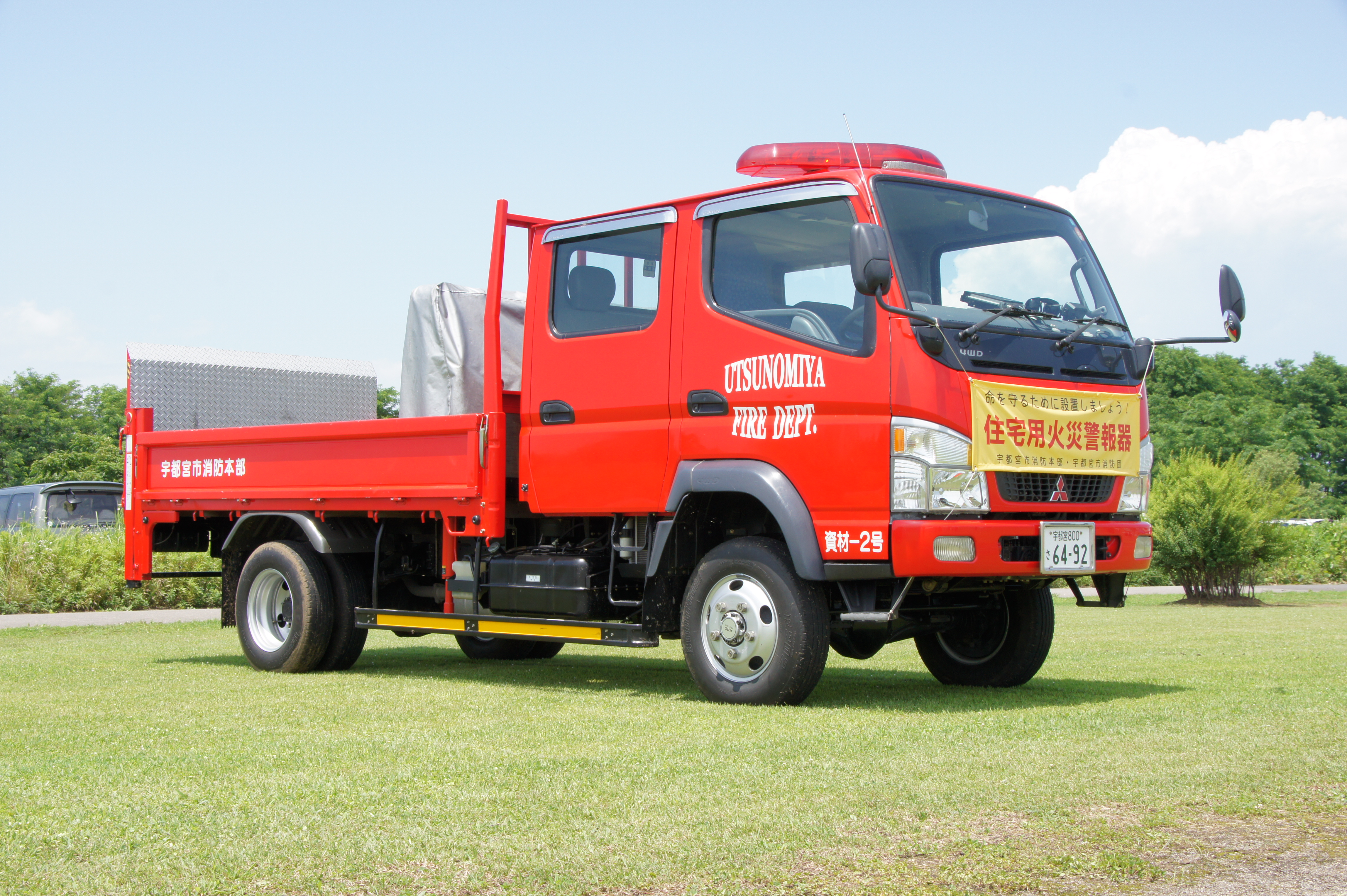
資材輸送車
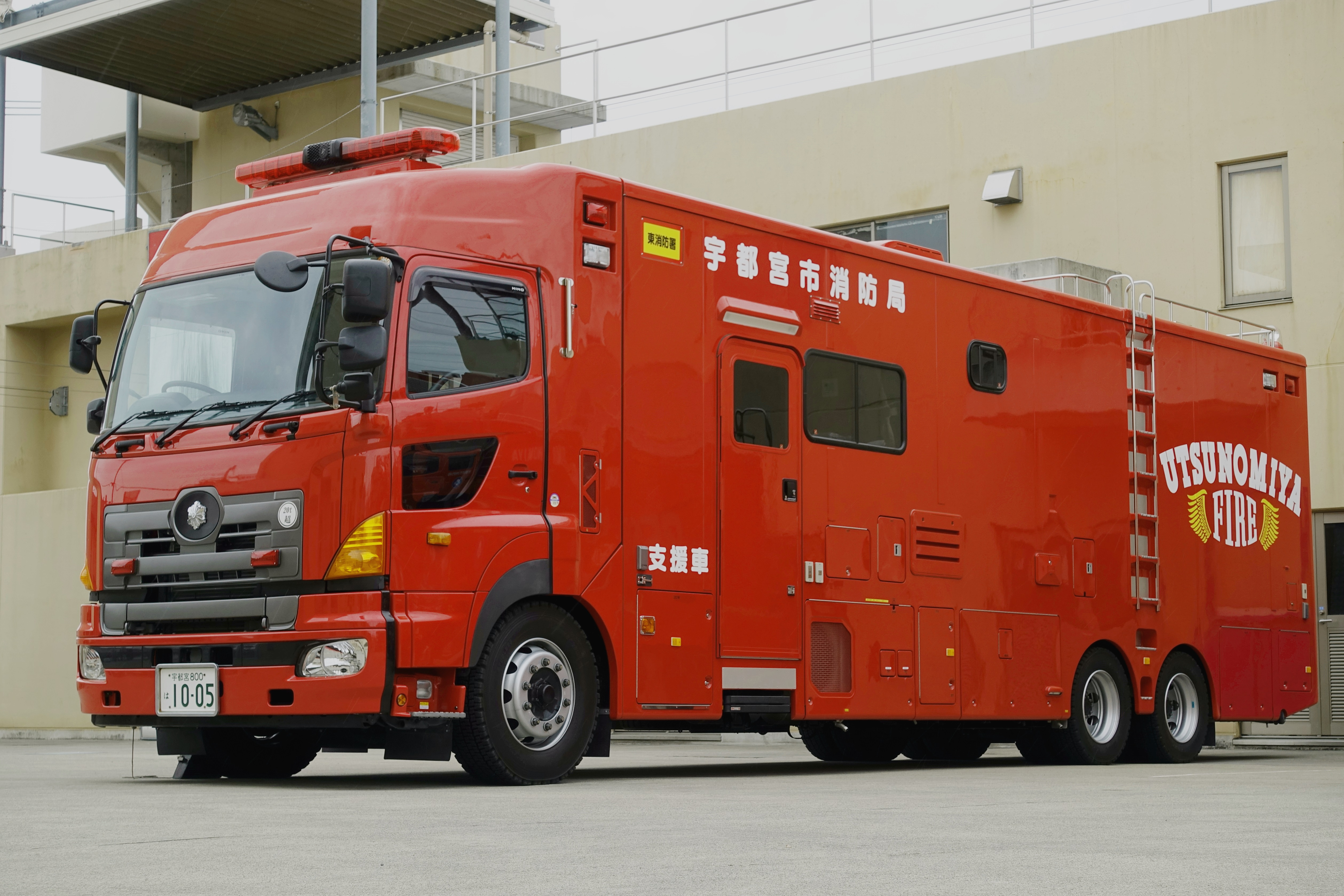
支援車
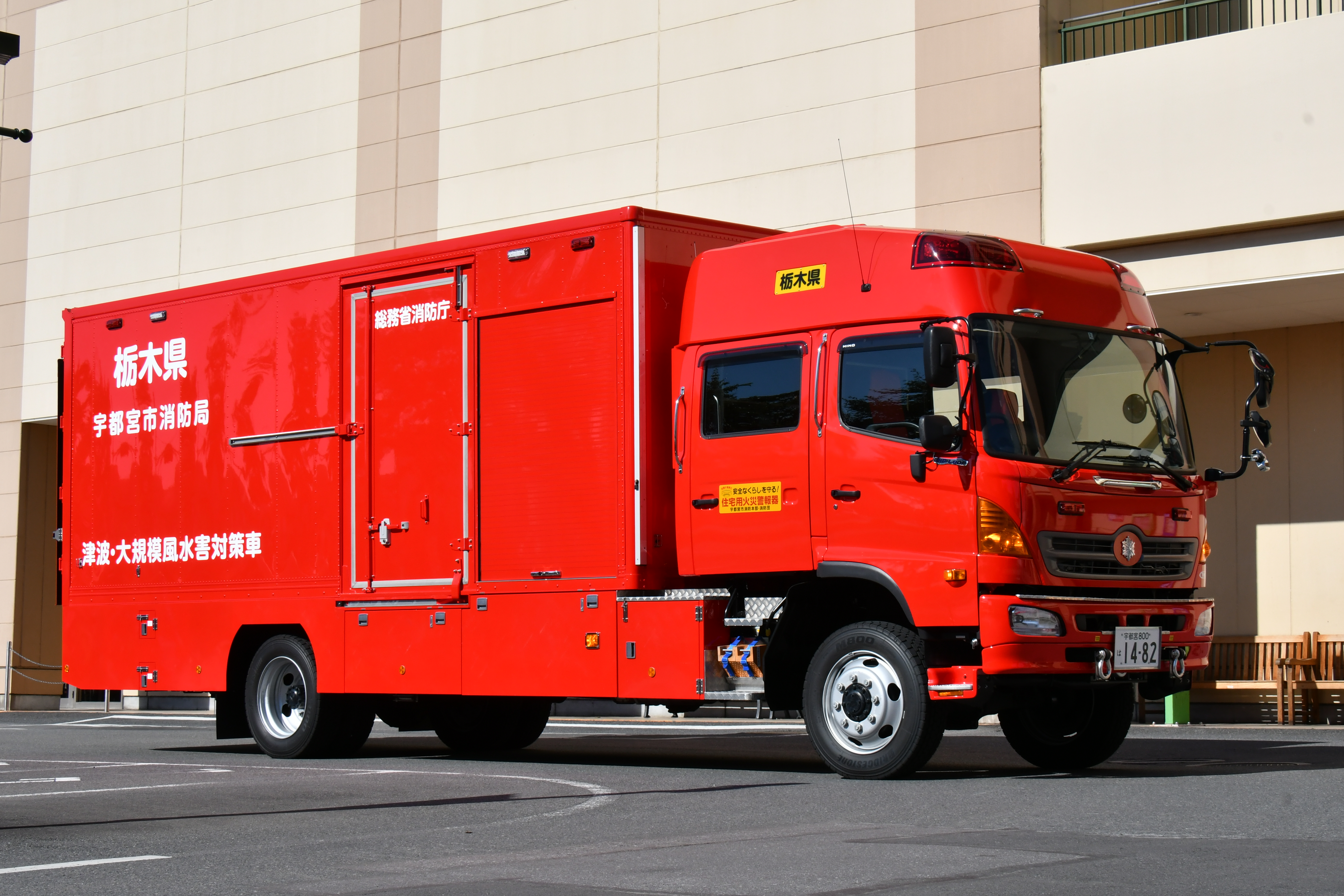
津波・大規模風水害対策車

| 車種                     | 規格等                                                                                         | 台数 |
| ------------------------ | ---------------------------------------------------------------------------------------------- | ---- |
| 消防ポンプ自動車         | CD-Ⅰ型                                                                                         | 13   |
| 水槽付消防ポンプ自動車   | 水II型                                                                                         | 13   |
| 小型動力ポンプ付水槽車   | 7000L                                                                                          | 2    |
| はしご付消防自動車       | 1号：30m伸縮水管付 ／ 2号：15m伸縮水管付 ／ 3号：35m伸縮水管付先端屈折式 ／ 4号：40m伸縮水管付 | 4    |
| 屈折はしご付消防自動車   | 25m                                                                                            | 2    |
| 化学消防ポンプ自動車     | 化学II型                                                                                       | 4    |
| 救助工作車               | III型（3号、4号のみバス型救助工作車）                                                          | 4    |
| 救急自動車               | 高規格救急車                                                                                   | 18   |
| 指揮車                   | 2号のみ支援車IV型                                                                              | 5    |
| 査察車                   |                                                                                                | 10   |
| 連絡車                   |                                                                                                | 3    |
| 資材輸送車               |                                                                                                | 5    |
| 支援車                   | 1号：I型 ／ 2号：III型                                                                         | 2    |
| 燃料補給車               |                                                                                                | 1    |
| 指令車                   |                                                                                                | 1    |
| 乗用車                   |                                                                                                | 1    |
| 広報車                   |                                                                                                | 1    |
| 起震車                   |                                                                                                | 1    |
| 津波・大規模風水害対策車 |                                                                                                | 1    |
| 水陸両用バギー           |                                                                                                | 1    |
| 計                       |                                                                                                |      |

- ポンプ車
- 水槽付きポンプ車
- 梯子車
- 化学車
- 指揮車
- 資材輸送車
- 支援車
- 津波・大規模風水害対策車